# Лиласте (станция)
Ли́ласте (латыш. Lilaste) — железнодорожная станция на линии Земитаны — Скулте, на территории Царникавского края. В Лиласте останавливаются все электропоезда, следующие маршрутами Рига — Саулкрасты и Рига — Скулте. Станция также принимает грузовые поезда. Расстояние от Риги — 37 км.

## История
Станция открыта 1 июня 1934 года.В конце 1935 года станция стала называться Līlaste, однако позднее ей вернули прежнее название.
Здание станции, построенное по проекту архитектора В. Озолиня, было открыто в 1938 году и разрушено во время Второй мировой войны. Нынешнее здание вокзала Лиласте построено в 1950 году.
Ранее станция имела вытяжной тупик и подъездной путь (ныне демонтированы).